# Aïn Oussera
Ain Oussera là một đô thị thuộc tỉnh Djelfa, Algérie. Dân số thời điểm năm 2002 là 82.597 người.